# Ortografía del portugués
La ortografía del portugués está basada en el alfabeto latino, y hace uso del acento agudo, el acento circunflejo, el acento grave, la tilde, y la cedilla, para denotar el acento prosódico, la apertura de vocales, la nasalización, y otros cambios de sonido. Las letras acentuadas y los dígrafos no se cuentan como caracteres separados para el orden alfabético.
Una lista completa de sonidos, diptongos, y sus ortografías principales, está dada en la fonología del portugués. Para más información acerca de las letras y dígrafos, véase el alfabeto del portugués.

## Normas ortográficas: fonética vs etimológica
Existe la idea generalizada de que la ortografía es más perfecta cuanto más se adapta a la fonética. Esto es válido para una lengua cuyo número de hablantes sea relativamente pequeño y no presente grandes variaciones dialectales o socialectales, dejando también de ser válido en el caso de lenguas como el portugués, con una gran distribución geográfica. En estos últimos casos, es imposible uniformar una escritura, pues una grafía se vuelve fonética para una variante del idioma, pero no para otra.
Así, en el caso del portugués, para escribir fonéticamente, por ejemplo, el número "20", se podría utilizar eventualmente las grafías bint, vint, vintchi, vinte, vinti, según se escogiera la pronunciación popular de Oporto, Lisboa, Río de Janeiro, Curitiba o Luanda. Esto demuestra que para una lengua grande la escritura totalmente fonética no es viable.